# Neglect
 Der er for få eller ingen kildehenvisninger i denne artikel, hvilket er et problem. Du kan hjælpe ved at angive troværdige kilder til de påstande, som fremføres i artiklen.

Neglect er fagslang fra engelsk i betydningen overse, negligere, ikke ænse
Et eksempel kan være højresidigt visuelt neglect hvor man ikke ænser hvordan fx ens tøj sidder på højre side af kroppen, mens det er upåfaldende sat i venstre side.
Neglect er et symptom ved visse sygdomme i nervesystemet.

| Sygdom | Spire Denne artikel om sygdom er en spire som bør udbygges. Du er velkommen til at hjælpe Wikipedia ved at udvide den. |